# Zink (vuurwerkmerk)
Zink (voluit Zink Feuerwerk Gmbh) is een Duits vuurwerkbedrijf in Cleebronn dat onder andere vuurpijlen en pyrotechnische patronen voor gas- en alarmpistolen produceert. Zink Feuerwerk Gmbh werd in 1949 opgericht door Paul Zink.
Zink is vooral bekend vanwege haar lawinepijlen (de Zink 901 en de Zink 902). Ook hebben ze professionele sierpijlen (Zink 905 t/m Zink 920) en een bolpijl (Zink 930).